# 并州 (西魏)
并州，是南北朝的州。
梁武帝时，在东关县（今四川省万源市南固军场）设立并州，下辖南晋郡（治东关县）、临江郡（今重庆市忠县）。西魏恭帝三年（556年）南梁并州刺史杜满投降西魏，南晋郡下辖东关县、宣汉县（今四川省达州市宣汉县五宝镇）。北周改南晋郡为永昌郡。隋文帝开皇五年（585年）废除并州，地入通州。唐朝初年又设南并州。